# Haitam Aleesami
Haitam Aleesami (Oslo, 31 luglio 1991) è un calciatore norvegese, difensore del Bodø/Glimt.

## Caratteristiche tecniche
Gioca come terzino sinistro, può essere adattato come esterno di centrocampo ed è più propenso alla fase offensiva.

## Carriera

### Club

#### Skeid
Norvegese di origine marocchina, Aleesami è entrato nelle giovanili dello Skeid a partire dal 2008. Precedentemente, aveva giocato per Holmlia e Nordstrand. Ha esordito nella prima squadra dello Skeid nel corso del 2010, con il club militante nella 2. divisjon, terzo livello del campionato locale. È rimasto in forza al club per altri due anni e mezzo, sempre in questa divisione.

#### Fredrikstad
Il 14 luglio 2012, il Fredrikstad ha annunciato che Aleesami si sarebbe allenato con il resto della squadra per i giorni successivi, nell'ottica di un possibile trasferimento. Il 19 luglio, il difensore ha fatto ritorno allo Skeid, ma è stato poi tesserato in data 31 luglio, legandosi al nuovo club fino al 31 dicembre 2015. Ha esordito nell'Eliteserien in data 5 agosto, schierato titolare nella vittoria per 2-0 sul Tromsø. Ha disputato 13 partite in quella porzione di stagione, terminata con la retrocessione del Fredrikstad in 1. divisjon.
L'8 aprile ha segnato la prima rete in squadra, nella vittoria per 3-2 sull'Hødd. Dal 15 luglio 2013, si è allenato con il Kalmar ma non ha firmato alcun contratto con il club. Ha chiuso la stagione con 31 presenze e 4 reti tra campionato e coppa, con il Fredrikstad che si è piazzato al 10º posto in classifica. Dal 10 febbraio 2014, si è aggregato allo Strømsgodset in prova, ma ancora una volta non ha firmato alcun contratto ed è tornato al Fredrikstad. Nello stesso anno ha contribuito a far raggiungere alla sua squadra un posto nelle qualificazioni all'Eliteserien, dove è stato sconfitto dal Mjøndalen; Aleesami ha disputato complessivamente 28 partite stagionali, con una rete all'attivo.

#### IFK Göteborg
Il 18 agosto 2014, gli svedesi dell'IFK Göteborg hanno annunciato d'aver ingaggiato Aleesami, che si è legato al nuovo club con un contratto valido a partire dal 1º gennaio 2015. Ha debuttato in squadra in data 21 febbraio, schierato titolare nel pareggio per 2-2 sul campo del Trollhättan, valido per la fase a gironi della Svenska Cupen 2014-2015. Il 5 aprile ha invece disputato la prima sfida nell'Allsvenskan, in occasione della vittoria per 1-0 sull'Åtvidaberg. A maggio ha contribuito alla vittoria della Svenska Cupen 2014-2015. Il 16 luglio dello stesso anno ha esordito nelle competizioni europee per club, venendo impiegato da titolare nel pareggio a reti inviolate sul campo dello Sląsk Wrocław, partita valida per il secondo turno di qualificazione all'Europa League 2015-2016. Il 30 luglio ha siglato la prima rete in squadra, sempre in Europa League, nella sconfitta per 2-1 in casa del Belenenses.

#### Palermo
Il 4 agosto 2016, giorno della sua ultima partita con la maglia dell'IFK Göteborg in un incontro di Europa League contro l'HJK Helsinki, è stato ufficializzato il suo trasferimento al Palermo,
con il quale firma un contratto triennale. Il suo debutto è avvenuto il 12 agosto seguente nella partita di Coppa Italia Palermo-Bari (1-0 dts), mentre ha esordito in Serie A il 21 agosto nella gara Palermo-Sassuolo (0-1). Ha segnato il suo primo gol in rosanero e in campionato il 30 aprile 2017, realizzando la rete del definitivo 2-0 nel match vinto contro la Fiorentina in casa. Dopo la retrocessione dei rosa. Il 6 agosto va di nuovo a segno in Coppa Italia nella sfida interna contro la Virtus Francavilla, valevole per il secondo turno eliminatorio della competizione e terminata 5-0 per i siciliani.

#### Amiens
L'8 luglio 2019 firma a parametro zero con l'Amiens. Realizza la sua prima rete contro il Marsiglia. Il risultato finale è stato 3-1 per l'Amiens.

#### Rostov
Il 17 ottobre 2020 si accasa da svincolato ai russi del Rostov.

### Nazionale
Il 25 agosto 2015, Aleesami ha ricevuto la prima convocazione da parte della Norvegia per le partite di qualificazione al campionato europeo da disputarsi contro Bulgaria e Croazia rispettivamente in data 3 e 6 settembre 2015. È rimasto in panchina per entrambe le sfide. Il 10 ottobre 2015 ha effettuato il suo debutto, schierato titolare nella vittoria casalinga per 2-0 su Malta.

## Statistiche

### Presenze e reti nei club
Statistiche aggiornate al 20 agosto 2021.
| Stagione            | Club                | Campionato          | Campionato | Campionato | Coppe nazionali | Coppe nazionali | Coppe nazionali | Coppe continentali | Coppe continentali | Coppe continentali | Supercoppe | Supercoppe | Supercoppe | Totale | Totale |
| Stagione            | Club                | Comp                | Pres       | Reti       | Comp            | Pres            | Reti            | Comp               | Pres               | Reti               | Comp       | Pres       | Reti       | Pres   | Reti   |
| ------------------- | ------------------- | ------------------- | ---------- | ---------- | --------------- | --------------- | --------------- | ------------------ | ------------------ | ------------------ | ---------- | ---------- | ---------- | ------ | ------ |
| 2010                | Skeid               | 2D                  | ?          | ?          | CN              | ?               | ?               | -                  | -                  | -                  | -          | -          | -          | ?      | ?      |
| 2011                | Skeid               | 2D                  | ?          | ?          | CN              | ?               | ?               | -                  | -                  | -                  | -          | -          | -          | ?      | ?      |
| gen.-lug. 2012      | Skeid               | 2D                  | ?          | ?          | CN              | ?               | ?               | -                  | -                  | -                  | -          | -          | -          | ?      | ?      |
| Totale Skeid        | Totale Skeid        | Totale Skeid        | ?          | ?          |                 | ?               | ?               |                    | -                  | -                  |            | -          | -          | ?      | ?      |
| lug.-dic. 2012      | Fredrikstad         | ES                  | 13         | 0          | CN              | 0               | 0               | -                  | -                  | -                  | -          | -          | -          | 13     | 0      |
| 2013                | Fredrikstad         | 1D                  | 30         | 4          | CN              | 1               | 0               | -                  | -                  | -                  | -          | -          | -          | 31     | 4      |
| 2014                | Fredrikstad         | 1D                  | 25+1       | 1+0        | CN              | 2               | 0               | -                  | -                  | -                  | -          | -          | -          | 28     | 1      |
| Totale Fredrikstad  | Totale Fredrikstad  | Totale Fredrikstad  | 68+1       | 5+0        |                 | 3               | 0               |                    | -                  | -                  |            | -          | -          | 72     | 5      |
| 2015                | IFK Göteborg        | A                   | 30         | 2          | CS              | 5               | 0               | UEL                | 4                  | 0                  | SS         | 1          | 0          | 40     | 2      |
| gen.-ago. 2016      | IFK Göteborg        | A                   | 15         | 0          | CS              | 3               | 0               | UEL                | 5                  | 0                  | -          | -          | -          | 23     | 0      |
| Totale IFK Göteborg | Totale IFK Göteborg | Totale IFK Göteborg | 45         | 2          |                 | 8               | 0               |                    | 9                  | 0                  |            | 1          | 0          | 63     | 2      |
| 2016-2017           | Palermo             | A                   | 31         | 1          | CI              | 2               | 0               | -                  | -                  | -                  | -          | -          | -          | 33     | 1      |
| 2017-2018           | Palermo             | B                   | 30+4       | 0          | CI              | 2               | 1               | -                  | -                  | -                  | -          | -          | -          | 36     | 1      |
| 2018-2019           | Palermo             | B                   | 29         | 0          | CI              | 0               | 0               | -                  | -                  | -                  | -          | -          | -          | 29     | 0      |
| Totale Palermo      | Totale Palermo      | Totale Palermo      | 90+4       | 1          |                 | 4               | 1               |                    | -                  | -                  |            | -          | -          | 98     | 2      |
| 2019-2020           | Amiens              | L1                  | 22         | 1          | CF+CdL          | 1+2             | 0               | -                  | -                  | -                  | -          | -          | -          | 25     | 1      |
| ott. 2020-2021      | Rostov              | PL                  | 13         | 0          | CR              | 1               | 0               |                    | -                  | -                  |            | -          | -          | 14     | 0      |
| 2021-2022           | Apollōn Limassol    | AK                  | 0          | 0          | CC              | 0               | 0               |                    | -                  | -                  |            | -          | -          | 0      | 0      |
| Totale              | Totale              | Totale              | 243        | 9          |                 | 19              | 1               |                    | 9                  | 0                  |            | 1          | 0          | 272    | 10     |

### Cronologia presenze e reti in nazionale
| Cronologia completa delle presenze e delle reti in nazionale ― Norvegia | Cronologia completa delle presenze e delle reti in nazionale ― Norvegia | Cronologia completa delle presenze e delle reti in nazionale ― Norvegia | Cronologia completa delle presenze e delle reti in nazionale ― Norvegia | Cronologia completa delle presenze e delle reti in nazionale ― Norvegia | Cronologia completa delle presenze e delle reti in nazionale ― Norvegia | Cronologia completa delle presenze e delle reti in nazionale ― Norvegia | Cronologia completa delle presenze e delle reti in nazionale ― Norvegia |
| Data                                                                    | Città                                                                   | In casa                                                                 | Risultato                                                               | Ospiti                                                                  | Competizione                                                            | Reti                                                                    | Note                                                                    |
| ----------------------------------------------------------------------- | ----------------------------------------------------------------------- | ----------------------------------------------------------------------- | ----------------------------------------------------------------------- | ----------------------------------------------------------------------- | ----------------------------------------------------------------------- | ----------------------------------------------------------------------- | ----------------------------------------------------------------------- |
| 10-10-2015                                                              | Oslo                                                                    | Norvegia                                                                | 2 – 0                                                                   | Malta                                                                   | Qual. Euro 2016                                                         | -                                                                       |                                                                         |
| 13-10-2015                                                              | Roma                                                                    | Italia                                                                  | 2 – 1                                                                   | Norvegia                                                                | Qual. Euro 2016                                                         | -                                                                       |                                                                         |
| 15-11-2015                                                              | Budapest                                                                | Ungheria                                                                | 2 – 1                                                                   | Norvegia                                                                | Qual. Euro 2016                                                         | -                                                                       |                                                                         |
| 24-3-2016                                                               | Tallinn                                                                 | Estonia                                                                 | 0 – 0                                                                   | Norvegia                                                                | Amichevole                                                              | -                                                                       |                                                                         |
| 29-3-2016                                                               | Oslo                                                                    | Norvegia                                                                | 2 – 0                                                                   | Finlandia                                                               | Amichevole                                                              | -                                                                       |                                                                         |
| 1-6-2016                                                                | Oslo                                                                    | Norvegia                                                                | 3 – 2                                                                   | Islanda                                                                 | Amichevole                                                              | -                                                                       |                                                                         |
| 5-6-2016                                                                | Bruxelles                                                               | Belgio                                                                  | 3 – 2                                                                   | Norvegia                                                                | Amichevole                                                              | -                                                                       |                                                                         |
| 31-8-2016                                                               | Oslo                                                                    | Norvegia                                                                | 0 – 1                                                                   | Bielorussia                                                             | Amichevole                                                              | -                                                                       | 88’                                                                     |
| 4-9-2016                                                                | Oslo                                                                    | Norvegia                                                                | 0 – 3                                                                   | Germania                                                                | Qual. Mondiali 2018                                                     | -                                                                       |                                                                         |
| 8-10-2016                                                               | Baku                                                                    | Azerbaigian                                                             | 1 – 0                                                                   | Norvegia                                                                | Qual. Mondiali 2018                                                     | -                                                                       | 32’                                                                     |
| 11-10-2016                                                              | Oslo                                                                    | Norvegia                                                                | 4 – 1                                                                   | San Marino                                                              | Qual. Mondiali 2018                                                     | -                                                                       |                                                                         |
| 11-11-2016                                                              | Praga                                                                   | Rep. Ceca                                                               | 2 – 1                                                                   | Norvegia                                                                | Qual. Mondiali 2018                                                     | -                                                                       | 25’                                                                     |
| 10-6-2017                                                               | Oslo                                                                    | Norvegia                                                                | 1 – 1                                                                   | Rep. Ceca                                                               | Qual. Mondiali 2018                                                     | -                                                                       |                                                                         |
| 13-6-2017                                                               | Oslo                                                                    | Norvegia                                                                | 1 – 1                                                                   | Svezia                                                                  | Amichevole                                                              | -                                                                       | 83’                                                                     |
| 1-9-2017                                                                | Oslo                                                                    | Norvegia                                                                | 2 – 0                                                                   | Azerbaigian                                                             | Qual. Mondiali 2018                                                     | -                                                                       |                                                                         |
| 4-9-2017                                                                | Stoccarda                                                               | Germania                                                                | 6 – 0                                                                   | Norvegia                                                                | Qual. Mondiali 2018                                                     | -                                                                       |                                                                         |
| 13-10-2018                                                              | Oslo                                                                    | Norvegia                                                                | 1 – 0                                                                   | Slovenia                                                                | UEFA Nations League 2018-2019 - 1º turno                                | -                                                                       |                                                                         |
| 16-10-2018                                                              | Oslo                                                                    | Norvegia                                                                | 1 – 0                                                                   | Bulgaria                                                                | UEFA Nations League 2018-2019 - 1º turno                                | -                                                                       |                                                                         |
| 16-11-2018                                                              | Lubiana                                                                 | Slovenia                                                                | 1 – 1                                                                   | Norvegia                                                                | UEFA Nations League 2018-2019 - 1º turno                                | -                                                                       |                                                                         |
| 23-3-2019                                                               | Valencia                                                                | Spagna                                                                  | 2 – 1                                                                   | Norvegia                                                                | Qual. Euro 2020                                                         | -                                                                       |                                                                         |
| 26-3-2019                                                               | Oslo                                                                    | Norvegia                                                                | 3 – 3                                                                   | Svezia                                                                  | Qual. Euro 2020                                                         | -                                                                       |                                                                         |
| 7-6-2019                                                                | Oslo                                                                    | Norvegia                                                                | 2 – 2                                                                   | Romania                                                                 | Qual. Euro 2020                                                         | -                                                                       |                                                                         |
| 10-6-2019                                                               | Tórshavn                                                                | Fær Øer                                                                 | 0 – 2                                                                   | Norvegia                                                                | Qual. Euro 2020                                                         | -                                                                       |                                                                         |
| 5-9-2019                                                                | Oslo                                                                    | Norvegia                                                                | 2 – 0                                                                   | Malta                                                                   | Qual. Euro 2020                                                         | -                                                                       |                                                                         |
| 8-9-2019                                                                | Solna                                                                   | Svezia                                                                  | 1 – 1                                                                   | Norvegia                                                                | Qual. Euro 2020                                                         | -                                                                       |                                                                         |
| 12-10-2019                                                              | Oslo                                                                    | Norvegia                                                                | 1 – 1                                                                   | Spagna                                                                  | Qual. Euro 2020                                                         | -                                                                       |                                                                         |
| 15-10-2019                                                              | Bucarest                                                                | Romania                                                                 | 1 – 1                                                                   | Norvegia                                                                | Qual. Euro 2020                                                         | -                                                                       |                                                                         |
| 15-11-2019                                                              | Oslo                                                                    | Norvegia                                                                | 4 – 0                                                                   | Fær Øer                                                                 | Qual. Euro 2020                                                         | -                                                                       |                                                                         |
| 4-9-2020                                                                | Oslo                                                                    | Norvegia                                                                | 1 – 2                                                                   | Austria                                                                 | UEFA Nations League 2020-2021 - 1º turno                                | -                                                                       |                                                                         |
| 7-9-2020                                                                | Belfast                                                                 | Irlanda del Nord                                                        | 1 – 5                                                                   | Norvegia                                                                | UEFA Nations League 2020-2021 - 1º turno                                | -                                                                       | 77’                                                                     |
| 8-10-2020                                                               | Oslo                                                                    | Norvegia                                                                | 1 – 2 dts                                                               | Serbia                                                                  | Qual. Euro 2020                                                         | -                                                                       | 106’                                                                    |
| Totale                                                                  |                                                                         | Presenze                                                                | 31                                                                      |                                                                         | Reti                                                                    | 0                                                                       |                                                                         |

## Palmarès

### Club

#### Competizioni nazionali
- Coppa di Svezia: 1

IFK Göteborg: 2014-2015
- Campionato cipriota: 1

Apollon Limassol: 2021-2022